# Xã Barree, Quận Huntingdon, Pennsylvania
Xã Barree (tiếng Anh: Barree Township) là một xã thuộc quận Huntingdon, tiểu bang Pennsylvania, Hoa Kỳ. Năm 2010, dân số của xã này là 469 người.